# Angoisse
 Angoisse, en occitano Engoissa, es una población y comuna francesa, situada en la región de Aquitania, departamento de Dordoña, en el distrito de Nontron y cantón de Lanouaille.
Se halla en la región histórica de Perigòrd.

## Demografía
| 871 | 834 | 721 | 619 | 559 | 572 |
| Para los censos de 1962 a 1999 la población legal corresponde a la población sin duplicidades (Fuente: INSEE [Consultar]) |     |     |     |     |     |